# Cavaglio d'Agogna
Cavaglio d'Agogna é uma comuna italiana da região do Piemonte, província de Novara, com cerca de 1.282 habitantes. Estende-se por uma área de 9 km², tendo uma densidade populacional de 142 hab/km². Faz fronteira com Barengo, Cavaglietto, Fara Novarese, Fontaneto d'Agogna, Ghemme, Sizzano.

## Demografia
| Variação demográfica do município entre 1861 e 2011                               |
|                                                                                   |
| Fonte: Istituto Nazionale di Statistica (ISTAT) - Elaboração gráfica da Wikipedia |